# Dialekt zachodniosłowacki
Dialekt zachodniosłowacki, gwary zachodniosłowackie (słow. západoslovenské nárečia) – regionalne odmiany języka słowackiego, obejmujące zasięgiem rejon trnawski, nitrzański, trenczyński, myjawski oraz inne.

## Charakterystyka
Do charakterystycznych cech gwar zachodniosłowackich należą:
- akcent na pierwszą sylabę słowa
- sylaby ro-, lo- na początku słów typu rovní, rola, vloni itp.
- samogłoska e w słowach ocet, ďeň, buben, pes, oves, ven, bečka, deska, zdechnúť, kotel, sen oraz w słowach vieter, blázen, švager, cuker
- samogłoska a (w sylabach krótkich) względnie á (w sylabach długich) w miejscu pierwotnego nosowego e (np. masso, hovado, hrádeľ, zajác); przy czym w gwarach zahorskich zamiast nosowego e występuje ja lub je (np. hovjadzí, pjet)
- występowanie podwójnych spółgłosek różnego pochodzenia (poza gwarami zahorskimi), np. occa, precca, masso, frejjér, stuňňa
- grupa spółgłoskowa šč w miejsce literackiego šť (ešče itp.)
- nie funkcjonuje zasada rytmiczna
- mianownik liczby pojedynczej rzeczowników rodzaju nijakiego częściej przybiera końcówkę -o (vajco)
- rzeczowniki rodzaju męskego i nijakiego zakończone na -r, -l, -z, -s przy odmianie przechodzą od wzorców twardych do miękkich (np. na Zobori)
- miejscownik liczby pojedynczej przymiotników rodzaju męskiego i żeńskiego przyjmuje końcówkę -ém (vysokém)
- narzędnik liczby pojedynczej przymiotników rodzaju żenskiego przyjmuje końcówkę -ú (dobrú)
- czasowniki z bezokolicznikiem typu -iť (robiť, piť) przyjmują w czasie przeszłym końcówkę -el (robel, pel)
- charakterystyczne elementy leksykalne, po części tożsame ze słownictwem środkowosłowackim; do wyrazów zachodniosłowackich należą m.in.: širák, ručník, strecha, hodi, kočka, sinokvet, hrebíček, egreš

## Podział wewnętrzny

### WedługEncyklopédii jazykovedyiEncyklopédii Slovenska
- severná podskupina západoslovenských nárečí
  - hornotrenčianske nárečia
  - kysucké nárečia
  - dolnotrenčianske nárečia
- južná podskupina západoslovenských nárečí
  - považské nárečia
    - podjavorinské nárečia
    - myjavské nárečia
    - [inne]

  - trnavské nárečia
  - nitrianske nárečia
- záhorská podskupina západoslovenských nárečí
  - skalické nárečia
  - inne

### Według portalu slovake.eu
- gwary górnotrenczańskie
- gwary dolnotrenczańskie
- gwary powaskie
- gwary średnionitrzańskie
- gwary dolnonitrzańskie
- gwary regionu trnawskiego
- gwary zahorskie